# داریو مارتین

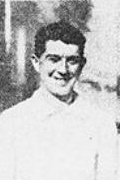
داریو مارتین

داریو مارتین (به ایتالیایی: Dario Martin) بازیکن فوتبال و اهل ایتالیا است که از سال ۱۹۲۷ میلادی عضو تیم ملی فوتبال ایتالیا بوده و در ۲ بازی ملی حضور داشته‌است. او در بازی‌های ملی‌اش گلی به ثمر نرساند.
داریو مارتین آخرین بازی ملی خود را در سال ۱۹۳۰ میلادی انجام داد.